# Герде
Герде (нім. Gehrde) — громада в Німеччині, розташована в землі Нижня Саксонія. Входить до складу району Оснабрюк. Складова частина об'єднання громад Берзенбрюк.
Площа — 36,37 км2. Населення становить 2574 ос. (станом на 31 грудня 2021).

## Галерея

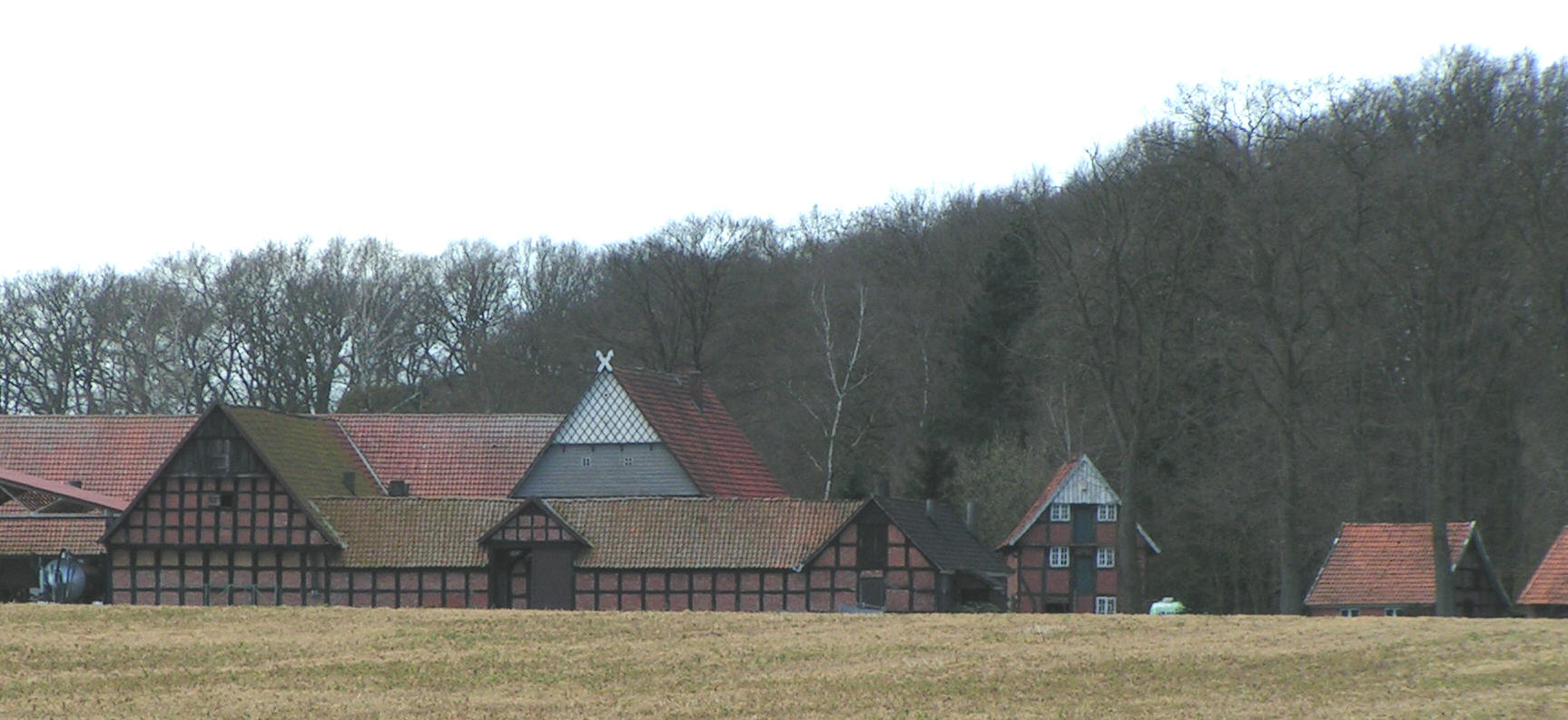